# GHC女子王座
GHC女子王座（GHCじょしおうざ）は、プロレスリング・ノアが管理・認定している王座。

## 概要
2023年1月22日、横浜アリーナで開催された『ABEMA presents GREAT MUTA FINAL " BYE-BYE"』にて、ノアでは初の女子プロレスとなる安納サオリ&ジャングル叫女対夏すみれ&雪妃真矢が行われ、勝利した叫女が試合後に「私の尊敬するKAIRIさんがIWGP女子のベルトを巻いた。GHC女子があってもいいんじゃないか」と王座の創設を呼びかけた。
その後、大会場でのビッグマッチや2023年10月から始まったノアのブランド『MONDAY MAGIC』で女子選手の試合が組まれるようになり、2024年5月4日の『WRESTLE UNIVERSE PPV LIVE WRESTLE MAGIC 2024』には旗揚げ戦を控えたマリーゴールドの選手が参戦するなど、徐々に女子勢の試合が定着していった。
2024年10月28日、『MONDAY MAGIC Autumn ep2』にてGHC女子王座の新設を発表。初代王者決定戦は次回の『MONDAY MAGIC』にて10人参加のロイヤルランブルマッチで行われ、オーバー・ザ・トップロープのみで決着するルールを採用し、出場選手は当日発表となった。
11月11日、『MONDAY MAGIC Autumn ep3』にて初代王者決定戦“MAGIC RUMBLE 10WOMAN BATTLE”が行われ、『MONDAY MAGIC』に参戦経験のある彩羽匠、高瀬みゆき、愚零闘咲夜、優宇、セイディ・ギブス、初参戦となるナイトシェイド、マリーゴールドから林下詩美、青野未来、天麗皇希、ボジラ、さらにサプライズで11人目に長与千種が登場。最後は天麗がギブスをオーバー・ザ・トップロープで下し、初代王者となった。

## 歴代王者
| 歴代  | 王者     | 戴冠回数 | 防衛回数 | 獲得日         | 獲得場所 備考（対戦相手） |
| ----- | -------- | -------- | -------- | -------------- | ------------------------- |
| 初代  | 天麗皇希 | 1        | 1        | 2024年11月11日 | 新宿FACE                  |
| 第2代 | 彩羽匠   | 1        | 3        | 2025年06月02日 | 新宿FACE                  |